# Cornillon-en-Trièves
Cornillon-en-Trièves ist eine französische Gemeinde mit 169 Einwohnern (Stand: 1. Januar 2022) im Département Isère in der Region Auvergne-Rhône-Alpes (vor 2016: Rhône-Alpes). Sie gehört zum Arrondissement Grenoble und zum Kanton Matheysine-Trièves.

## Geographie
Die Gemeinde Cornillon-en-Trièves liegt in der Landschaft Trièves, etwa 35 Kilometer südlich von Grenoble. Im Nordosten wird die Gemeinde vom Drac und im Südwesten von Ébron begrenzt, in den hier sein Zufluss Vanne einmündet. Umgeben wird Cornillon-en-Trièves von den Nachbargemeinden Mayres-Savel im Norden, Saint-Jean-d’Hérans im Nordosten und Osten, Mens im Südosten und Süden, Prébois im Süden, Percy im Südwesten sowie Lavars im Westen und Nordwesten. Die höchste Erhebung im Gemeindegebiet bildet der 1105 m hohe Gipfel des Grand Fays.

## Bevölkerungsentwicklung
| Jahr                       | 1962 | 1968 | 1975 | 1982 | 1990 | 1999 | 2006 | 2012 | 2021 |
| -------------------------- | ---- | ---- | ---- | ---- | ---- | ---- | ---- | ---- | ---- |
| Einwohner                  | 138  | 128  | 132  | 142  | 142  | 137  | 162  | 170  | 166  |
| Quellen: Cassini und INSEE |      |      |      |      |      |      |      |      |      |

## Sehenswürdigkeiten
- Kirche Saint-Pierre
- Schloss Cornillon